# Ture Person
Ture Person (Suecia, 23 de noviembre de 1892-14 de noviembre de 1956) fue un atleta sueco, especialista en la prueba de 4 x 100 m en la que llegó a ser subcampeón olímpico en 1912.

## Carrera deportiva
En los JJ. OO. de Estocolmo 1912 ganó la medalla de plata en los relevos de 4 x 100 metros, con un tiempo de 42.6 segundos, llegando a meta tras Reino Unido y por delante de Alemania que fue descalificada, siendo sus compañeros de equipo: Charles Luther, Ivan Möller y Knut Lindberg.